# Рай, Джиту
Джиту Рай (хинди जीतू राय; род. 26 августа 1987) — индийский стрелок непальского происхождения, специализирующийся в стрельбе из пистолета. Серебряный призёр чемпионата мира, участник Олимпийских игр. Награждён высшими спортивными наградами Индии: Арджуна и Раджив Ганди Кхел Ратна.

## Карьера
Джиту Рай родился в Непале, в районе Санкхувасабха, был четвёртым ребёнком в семье. Служит в индийской армии в подразделении гуркхов (11-й гуркхский стрелковый полк), где получил звание субедар-майора (соответствует званию сержант-майора). Получил индийское гражданство и начал заниматься пулевой стрельбой.
Прорывным годом в карьере индийца стал 2014 год. В июне он за девять дней трижды поднимался на подиум этапов Кубка мира (в том числе одержав победу на этапе в словенском Мариборе в упражнении с пневматическим пистолетом), став первым индийцем выигрывавшем за один сезон более одной медали мирового кубка. В сентябре на чемпионате мира в Гранаде стал вице-чемпионом в стрельбе из малокалиберного пистолета, уступив только легендарному корейцу Чин Джон О. Месяц спустя в той же дисциплине выиграл золото на Азиатских играх.
В олимпийском сезоне одержал вторую победу в карьере (в Бангкоке в стрельбе из малокалиберного пистолета). Но на Олимпиаде в Рио-де-Жанейро выступил не слишком удачно. В стрельбе из пневматического пистолета вышел в финал, но там стрелял неудачно (лишь 3 выстрела из 8 лучше чем 10,0) и занял восьмое место. В стрельбе из пистолета показал 12-й результат и не прошёл в финал.

## Результаты
Пистолет, 50 м
| Соревнования/Год                               | 2013 | 2014 | 2015 | 2016 | 2017 | 2018 |
| ---------------------------------------------- | ---- | ---- | ---- | ---- | ---- | ---- |
| Летние Олимпийские игры                        |      |      |      | 12   |      |      |
| Чемпионаты мира (личные соревнования)          |      | 2    |      |      |      | 17   |
| Чемпионаты мира (командные соревнования)       |      | 5    |      |      |      | 5    |
| Финал Кубка мира                               |      | 4    |      | 2    | 7    |      |
| Чемпионаты Азии (личные соревнования)          | 6    |      |      |      |      |      |
| Чемпионаты Азии (командные соревнования)       | 2    |      |      |      |      |      |
| Летние Азиатские игры (личные соревнования)    |      | 1    |      |      |      |      |
| Летние Азиатские игры (командные соревнования) |      | 4    |      |      |      |      |
| Игры Содружества                               |      | 1    |      |      |      | 8    |

Пневматический пистолет, 10 м
| Соревнования/Год                               | 2013 | 2014 | 2015 | 2016 | 2017 | 2018 |
| ---------------------------------------------- | ---- | ---- | ---- | ---- | ---- | ---- |
| Летние Олимпийские игры                        |      |      |      | 8    |      |      |
| Чемпионаты мира (личные соревнования)          |      | 10   |      |      |      |      |
| Чемпионаты мира (командные соревнования)       |      | 5    |      |      |      |      |
| Финал Кубка мира                               |      | 5    | 5    | 6    | 9    |      |
| Чемпионаты Азии (личные соревнования)          | 13   | 9    | 3    | 2    | 3    |      |
| Чемпионаты Азии (командные соревнования)       | 2    | 2    | 1    | 1    | 1    |      |
| Летние Азиатские игры (личные соревнования)    |      | 5    |      |      |      |      |
| Летние Азиатские игры (командные соревнования) |      | 3    |      |      |      |      |
| Игры Содружества                               |      |      |      |      |      | 1    |